# Norwegian Jewel
El Norwegian Jewel es un crucero de la clase Jewel operado por Norwegian Cruise Line (NCL). Es el primer buque de la clase Jewel de NCL y entró en servicio en 2005. El buque navega principalmente en el Océano Pacífico occidental. El buque tiene un tonelaje bruto (GT) de 93.502 toneladas. El crucero tiene 294,13 metros (965 pies 0 pulgadas) de largo total y 63,5 m (208 pies 4 pulgadas) entre perpendiculares con una manga de 32,2 m (105 pies 8 pulgadas) y un calado de 8,6 m (28 pies 3 pulgadas).